# Transferência eletrônica de fundos em pontos de venda

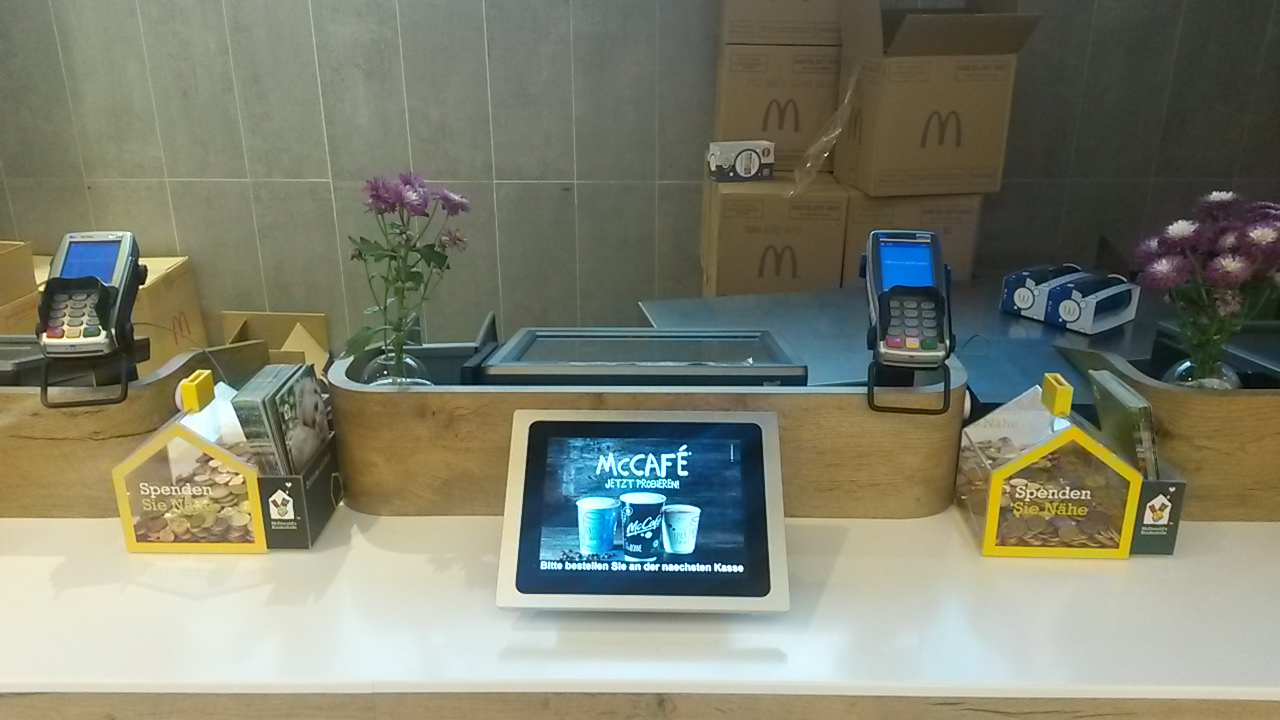
Terminal EFTPOS.

A transferência eletrônica de fundos em pontos de venda (em inglês: Electronic funds transfer at point of sale; EFTPOS; /ˈɛf(t)pɒs/) é um sistema de pagamento eletrônico que envolve transferências eletrônicas de fundos com base no uso de cartões de pagamento, como cartões de débito ou cartões de crédito, em terminais de pagamento localizados em pontos de venda. A tecnologia EFTPOS foi desenvolvida durante a década de 1980.

## EFTPOS

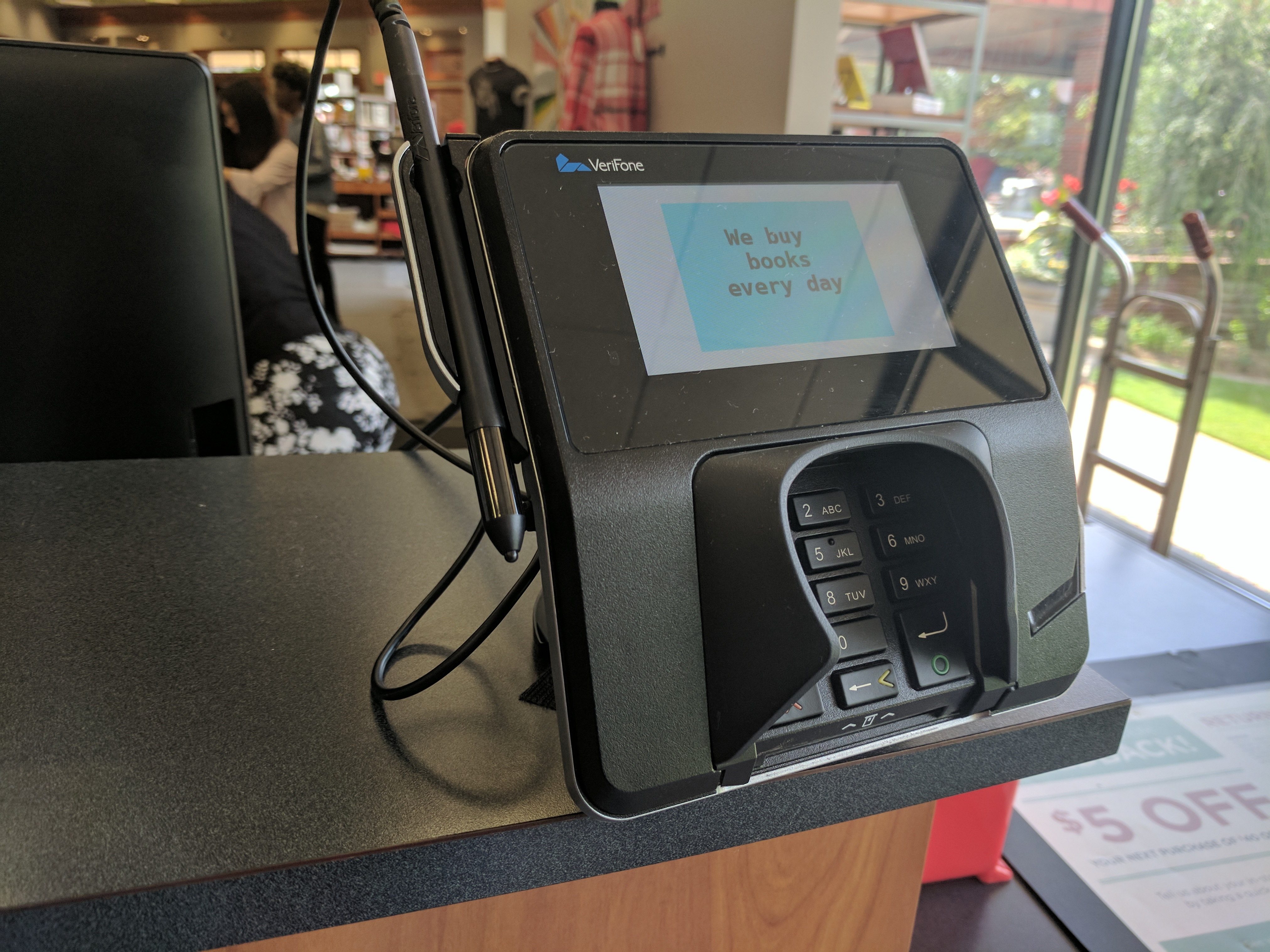
Terminal EFTPOS.

Na Austrália e na Nova Zelândia, EFTPOS é também o nome da marca de um sistema específico usado para esses pagamentos. Outros países usam nomes de marcas diferentes para seus sistemas EFTPOS, como NETS [en] em Singapura, Interlink nos EUA ou Link no Reino Unido. Desde o início da década de 2010, os sistemas EFTPOS específicos de cada país foram ultrapassados por sistemas globais baseados em EMV [en] com pagamentos por aproximação ou sistemas de pagamento por código QR [en].
Os cartões de pagamento usados pelos sistemas EFTPOS são cartões plásticos [en] em conformidade com o padrão ISO/IEC 7810 ID-1 que têm um número de cartão de pagamento [en] em conformidade com o padrão de numeração ISO/IEC 7812 [en].

## Estados Unidos

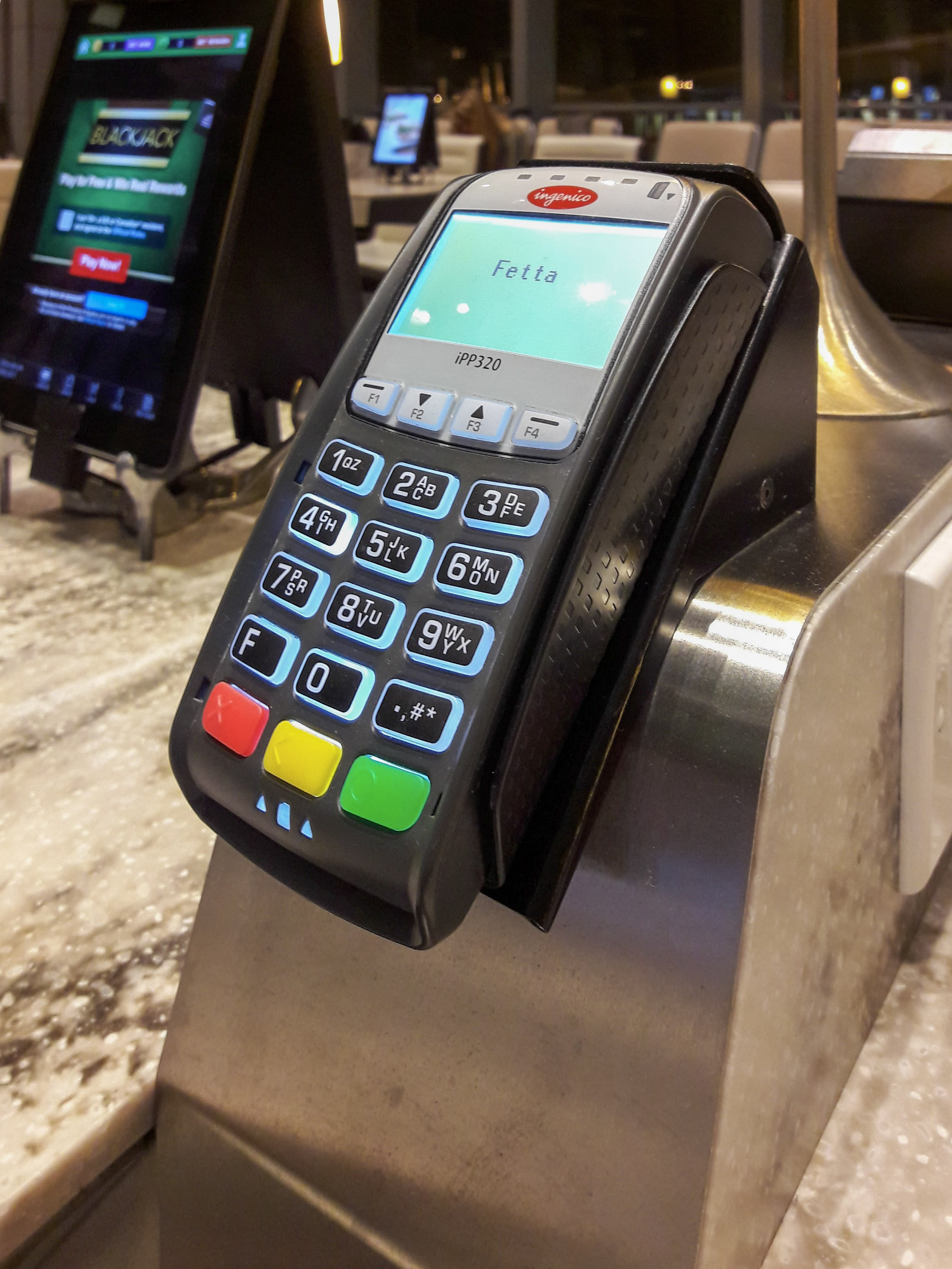
Terminal EFTPOS em um restaurante no Aeroporto Internacional Pearson de Toronto.

A tecnologia EFTPOS teve origem nos Estados Unidos em 1981 e foi implementada em 1982. Inicialmente, foram criados vários sistemas nacionais, como o Interlink, que se limitavam a participar de relações bancárias correspondentes, sem estarem vinculados uns aos outros. Os consumidores e os comerciantes demoraram a aceitá-lo, e o marketing foi mínimo. Como resultado, o crescimento e a penetração de mercado do sistema EFTPOS foram mínimos nos EUA até a virada do século.
Em pouco tempo, outros países adotaram a tecnologia EFTPOS, mas esses sistemas estavam limitados às fronteiras nacionais. Cada país adotou vários modelos de cooperativas interbancárias. Na Austrália, em 1984, o Westpac foi o primeiro grande banco australiano a implementar um sistema EFTPOS nos postos de gasolina da BP. Os outros grandes bancos implementaram sistemas EFTPOS em 1984, inicialmente em postos de gasolina. Os cartões de débito e crédito existentes nos bancos (mas permitidos apenas para acessar contas de débito) foram usados nos sistemas EFTPOS. Em 1985, o State Bank of Victoria [en] desenvolveu a capacidade de hospedar a conexão de caixas eletrônicos individuais e ajudou a criar a rede de caixas eletrônicos. Os bancos começaram a conectar seus sistemas EFTPOS para fornecer acesso a todos os clientes em todos os dispositivos EFTPOS. Os cartões emitidos por todos os bancos podiam então ser usados em todos os terminais EFTPOS em nível nacional, mas os cartões de débito emitidos em outros países não podiam. Antes de 1986, os bancos australianos organizavam um cartão de crédito uniforme e generalizado, chamado Bankcard [en], que existia desde 1974. Houve uma disputa entre os bancos se o Bankcard (ou cartões de crédito em geral) deveria ser permitido no sistema EFTPOS proposto. Naquela época, vários bancos estavam promovendo ativamente os cartões de crédito MasterCard e Visa. Os cartões de loja e os cartões proprietários foram excluídos do novo sistema.
Desde 2002, o uso de EFTPOS cresceu significativamente e se tornou o método de pagamento padrão, substituindo o uso de dinheiro. Posteriormente, as redes que facilitam o processo de transferência de dinheiro entre o consumidor e o comerciante passaram de um pequeno número de sistemas nacionais para a maioria das transações de processamento de pagamentos. Para EFTPOS, os sistemas baseados nos EUA permitem o uso de cartões de débito ou de crédito.

## Austrália

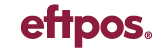
Logotipo do sistema EFTPOS australiana.

Na Austrália, eftpos é o nome de um sistema proprietário de pagamento de débito doméstico lançado na década de 1980, de propriedade da eftpos Payments Australia Limited (ePAL) (atualmente Australian Payments Network [en]) que aceita cartões bancários ou cartões de débito em terminais de ponto de venda (POS), caixas eletrônicos e, mais recentemente, on-line via comércio eletrônico. Nem todos os comerciantes oferecem instalações de EFTPOS, mas aqueles que desejam aceitar pagamentos por EFTPOS devem firmar um contrato com um dos muitos (originalmente sete) provedores de serviços comerciais, que alugam um terminal de EFTPOS para o comerciante. A ePal também define a taxa de intercâmbio [en] de EFTPOS. Para que os cartões de crédito sejam aceitos por um comerciante, um contrato separado deve ser firmado com cada empresa de cartão de crédito, cada qual com sua própria taxa flexível de taxa comercial. As máquinas de eftpos para comerciantes são fornecidas por grandes bancos e especialistas, como a Live eftpos. As máquinas EFTPOS para comerciantes são fornecidas por grandes bancos e especialistas, como a Live EFTPOS.
Os acordos de compensação para EFTPOS são gerenciados pela Australian Payments Network [en]. O sistema de intercâmbio de caixas eletrônicos e EFTPOS é chamado de Issuers and Acquirers Community (anteriormente Consumer Electronic Clearing System; CECS) também chamado de CS3. O CECS exigia autorizações da Comissão Australiana de Concorrência e Consumidores [en] (ACCC), que foram obtidas em 2001 e reafirmadas em 2009. As compensações de caixas eletrônicos e EFTPOS são feitas sob acordos bilaterais individuais entre as instituições envolvidas.

### Cartões de débito
As instituições financeiras australianas fornecem a seus clientes um cartão, que pode ser usado como cartão de débito ou como cartão de caixa eletrônico e, às vezes, como cartão de crédito. O cartão simplesmente fornece os meios pelos quais as contas bancárias vinculadas ou outras contas do cliente podem ser acessadas usando um terminal EFTPOS ou caixa eletrônico. Esses cartões também podem ser usados em algumas máquinas de venda automática e outros mecanismos de pagamento automático, como máquinas de venda de ingressos.
Cada banco australiano deu um nome diferente aos seus cartões de débito, como, por exemplo:
- Commonwealth Bank: Keycard

- Westpac: HandyCard

- National Australia Bank: FlexiCard

- ANZ Bank: AcessCard

- Bendigo Bank: Easy Money Card

- St George Bank [en]/Bank of Melbourne [en]/BankSA [en]: FreedomCard

- Qudos Bank [en], Queensland Police Credit Union, Dnister e instituições financeiras patrocinadas pela Indue: CueCard

- People's Choice Credit Union [en], Bank Australia [en], Credit Union SA [en], Beyond Bank Australia [en], Teachers Mutual Bank [en], Nexus Mutual e instituições financeiras patrocinadas pela Cuscal [en]: rediCARD

- Suncorp Bank [en]: eftpos Card

- Regional Australia Bank [en]: AcessCard

Alguns bancos oferecem facilidades alternativas de cartão de débito a seus clientes usando o sistema de liberação Visa ou MasterCard. Por exemplo, o St George Bank oferece um cartão de débito Visa, assim como o National Australia Bank. A principal diferença em relação aos cartões de débito comuns é que esses cartões podem ser usados fora da Austrália, onde o respectivo cartão de crédito é aceito.
Os comerciantes que entram no sistema de pagamento EFTPOS devem aceitar cartões de débito emitidos por qualquer banco australiano, e alguns também aceitam vários cartões de crédito e outros tipos de cartões. Alguns comerciantes estabelecem valores mínimos de transação para transações de EFTPOS, que podem ser diferentes para transações com cartão de débito e crédito. Alguns comerciantes impõem uma sobretaxa ao uso de EFTPOS. Essas sobretaxas podem variar entre os estabelecimentos comerciais e de acordo com o tipo de cartão que está sendo usado e, em geral, não são impostas às transações com cartão de débito e, em geral, não são impostas às transações com cartão de crédito MasterCard e Visa.
Uma característica do cartão de débito é que uma transação EFTPOS só será aceita se houver um saldo de crédito disponível no cheque bancário ou na conta poupança vinculada ao cartão.
Os cartões de débito australianos normalmente não podem ser usados fora da Austrália. Eles só podem ser usados fora da Austrália se tiverem os logotipos MasterCard/Maestro/Cirrus ou Visa/Plus ou outros logotipos semelhantes, caso em que a transação fora da Austrália será processada por meio desses sistemas de transação. Da mesma forma, os cartões de débito e crédito não australianos só poderão ser usados em terminais EFTPOS ou caixas eletrônicos australianos se tiverem esses logotipos ou os logotipos MasterCard ou Visa. Os cartões Diners Club e/ou American Express serão aceitos somente se o estabelecimento comercial tiver um acordo com essas empresas de cartão ou, cada vez mais, se o estabelecimento comercial tiver opções de pagamento alternativas modernas disponíveis para esses cartões, como o PayPal. O Discover Card [en] é aceito na Austrália como um cartão Diners Club.
Além disso, as empresas de cartão de crédito emitem cartões pré-pagos que funcionam como cartões-presente genéricos, que são anônimos e não estão vinculados a nenhuma conta bancária. Esses cartões são aceitos por comerciantes que aceitam cartões de crédito e são processados pelo terminal EFTPOS da mesma forma que os cartões de crédito.

### Cash out

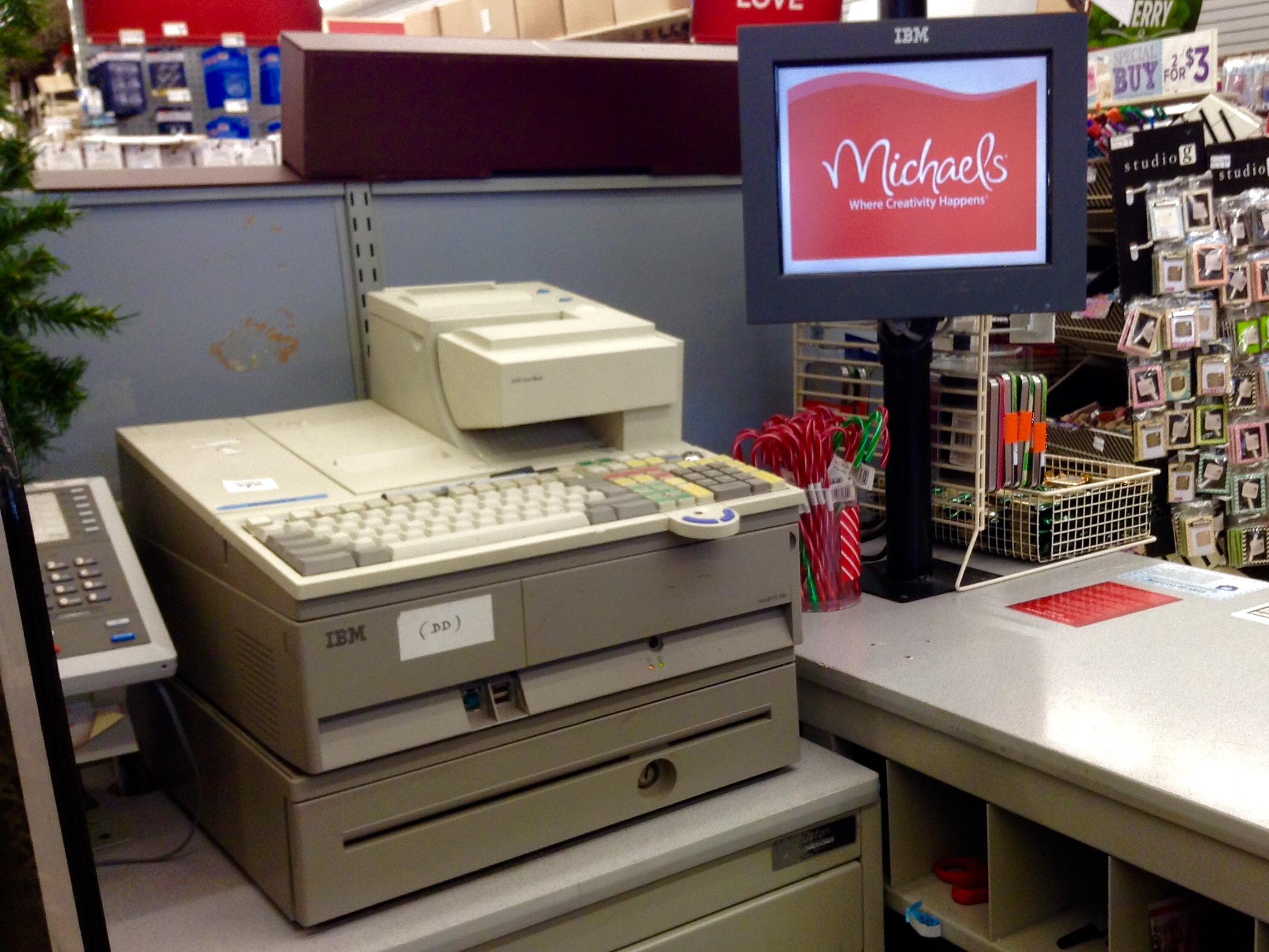
Terminal IBM em um ponto de venda.

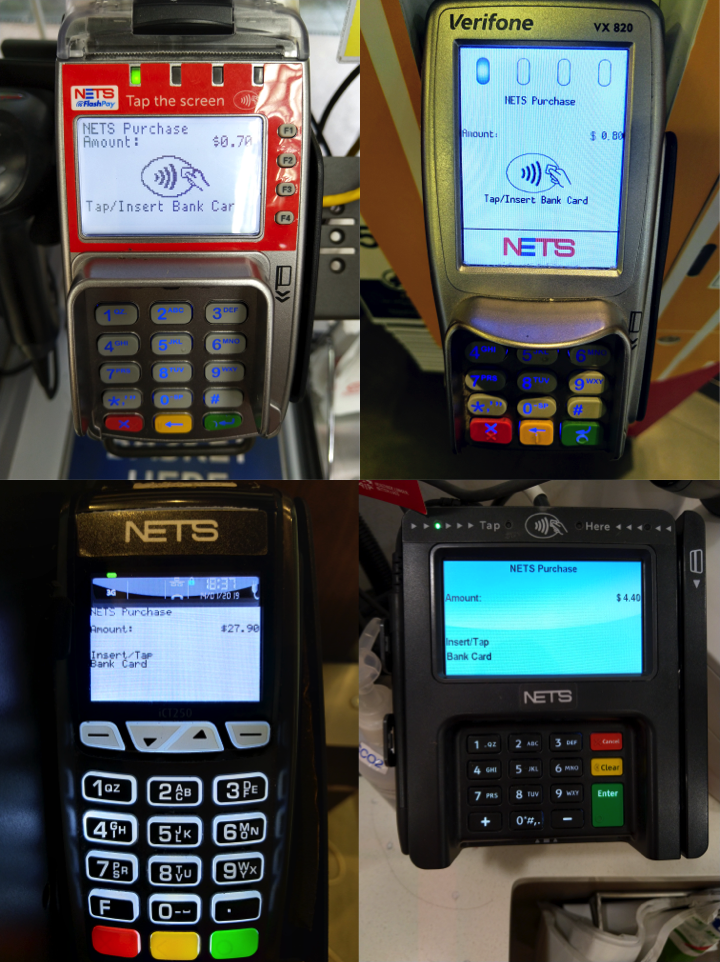
Variedades de terminais EFTPOS em Singapura.

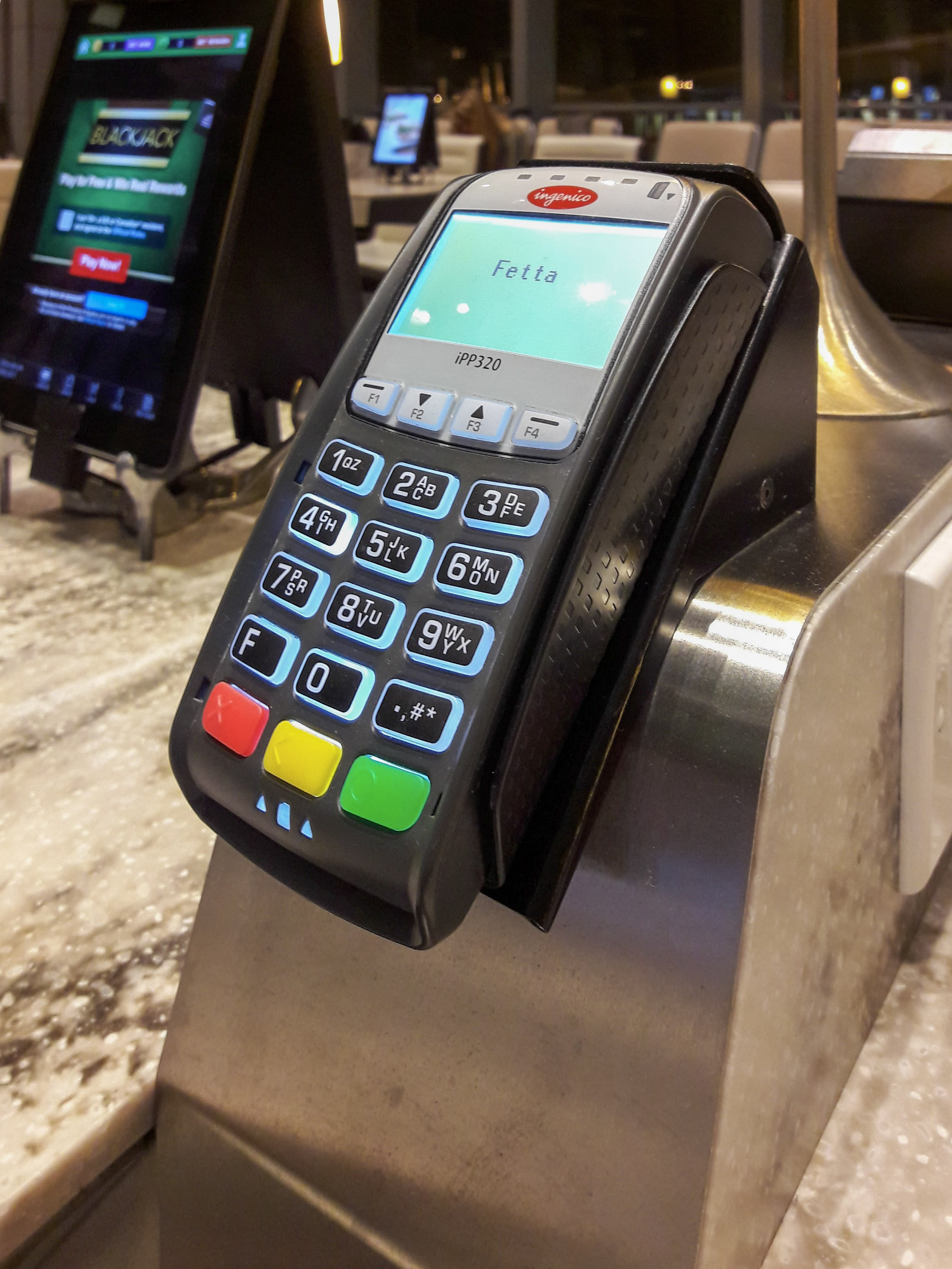
Terminal EFTPOS em um restaurante no Aeroporto Internacional Pearson de Toronto.

Vários comerciantes permitem que os clientes que usam um cartão de débito retirem dinheiro como parte da transação EFTPOS. Na Austrália, esse recurso (conhecido como cashback de cartão de débito em muitos outros países) é conhecido como "cash out". Para o comerciante, o cash out é uma forma de reduzir seus recebimentos líquidos em dinheiro, economizando no banco de dinheiro. Não há custo adicional para o comerciante ao oferecer o cash out porque os bancos cobram do comerciante uma taxa de transação de cartão de débito por transação EFTPOS, e não sobre o valor da transação. O cash out é um recurso fornecido pelo comerciante, e não pelo banco, portanto, o comerciante pode limitar ou variar a quantidade de dinheiro que pode ser sacada de cada vez, ou suspender o recurso a qualquer momento. Quando disponível, o cash out é conveniente para o cliente, que pode evitar ter de ir a uma agência bancária ou a um caixa eletrônico. O cash out também é mais barato para o cliente, pois envolve apenas uma transação bancária. Para pessoas em algumas áreas remotas, o cash out pode ser a única maneira de sacar dinheiro de suas contas pessoais. Entretanto, a maioria dos estabelecimentos comerciais que oferecem esse recurso estabelece um limite relativamente baixo para cash out, geralmente US$ 50, e alguns também cobram pelo serviço. Alguns comerciantes na Austrália só permitem o cash out com a compra de mercadorias; outros comerciantes permitem o cash out independentemente de os clientes comprarem ou não algum produto. O cash out não está disponível em associação com vendas com cartão de crédito porque nessas transações é cobrada do comerciante uma comissão percentual com base no valor da transação e também porque os saques em dinheiro são tratados de forma diferente das transações de compra pela empresa de cartão de crédito. Entretanto, embora inconsistente com o contrato do comerciante com cada empresa de cartão de crédito, o comerciante pode tratar um saque em dinheiro como parte de uma venda comum com cartão de crédito.

### Verificação do titular do cartão
As transações de EFTPOS que envolvem um cartão de débito, crédito ou pré-pago são autenticadas principalmente por meio da inserção de um número de identificação pessoal (PIN) no ponto de venda. Historicamente, essas transações eram autenticadas pelo comerciante usando a assinatura do titular do cartão, conforme constava em seu recibo. No entanto, os comerciantes estavam se tornando cada vez mais negligentes na aplicação dessa verificação, o que resultou em um aumento das fraudes. Desde então, os bancos australianos implantaram a tecnologia de chip e PIN usando o padrão global de cartão EMV [en]; desde 1º de agosto de 2014, os comerciantes australianos não aceitam mais assinaturas em transações de clientes domésticos em terminais de ponto de venda.
Como medida de segurança adicional, se um usuário digitar um PIN incorreto três vezes, o cartão poderá ser bloqueado no EFTPOS e precisará ser reativado por telefone ou em uma agência bancária. No caso de um caixa eletrônico, o cartão não será devolvido, e o titular do cartão precisará ir à agência para recuperar o cartão ou solicitar a emissão de um novo cartão.

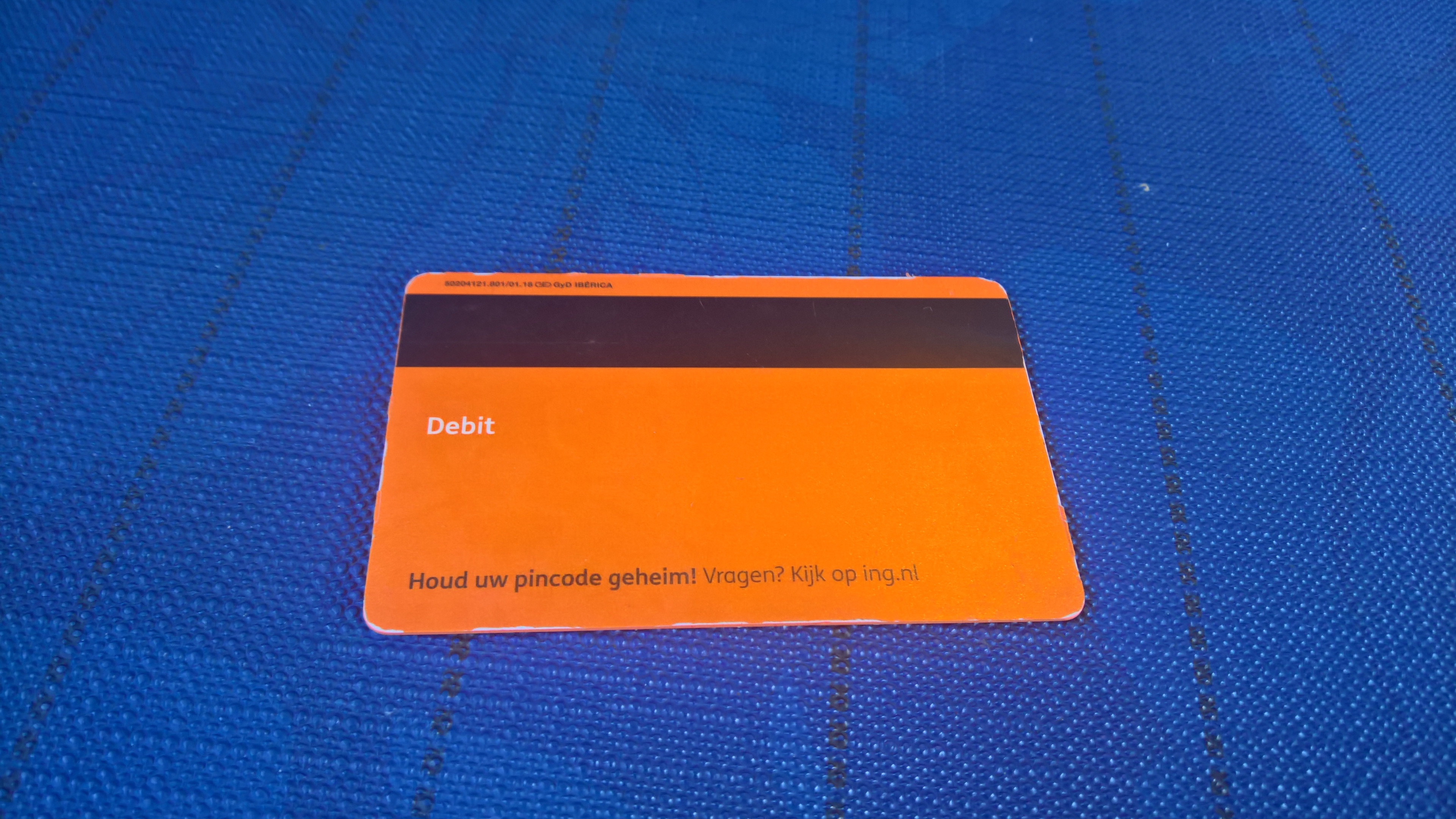
Cartão de tarja magnética EFTPOS.

A maioria dos cartões de débito agora têm uma tarja magnética na qual estão codificados os códigos de serviço do cartão, que consistem em valores de três dígitos. Esses códigos são usados para transmitir instruções aos terminais dos comerciantes sobre como um cartão deve ser processado. O primeiro dígito indica se um cartão pode ser usado internacionalmente ou se é válido apenas para uso doméstico. Ele também é usado para indicar se o cartão é habilitado para chip. O segundo dígito indica se a transação deve ser sempre enviada on-line para autorização ou se as transações que estão abaixo do limite mínimo podem ser realizadas sem autorização. O terceiro dígito é usado para indicar o método de verificação de cartão preferido (por exemplo, PIN) e o ambiente em que o cartão pode ser usado (por exemplo, somente em pontos de venda). Os terminais dos comerciantes devem reconhecer e agir de acordo com os códigos de serviço ou enviar todas as transações para autorização on-line.

### Cartão inteligente por aproximação
No final dos anos 2000, a MasterCard e a Visa introduziram cartões de débito inteligentes por aproximação com as marcas MasterCard PayPass e Visa payWave. Esses pagamentos são feitos usando redes de pagamento eletrônico separadas das redes de pagamento EFTPOS regulares, ou EFTPOS mais recentes com sensores de toque, e são uma alternativa aos sistemas anteriores. Essas redes são operadas pela MasterCard e Visa, e não pelos bancos, como é o caso da rede EFTPOS, por meio da EFTPOS Payments Australia Limited (ePAL).
Esses cartões são baseados na tecnologia EMV e contêm um chip RFID e antenas loop embutidas no plástico do cartão. Para pagar usando esse sistema, o cliente passa o cartão a 4 cm de um leitor no caixa do estabelecimento comercial. Usando esse método, para transações abaixo de um limite especificado, o cliente não precisa autenticar sua identidade por meio da digitação do PIN ou da assinatura, como em uma máquina EFTPOS comum. Para transações acima do limite acima, é necessária a verificação do PIN.
O recurso só está disponível para cartões com os logotipos MasterCard PayPass ou Visa payWave, indicando que eles têm o chip incorporado permitido pelo sistema. O ANZ lançou uma solução de caixa eletrônico baseada no Visa payWave em 2015, em que o cliente toca o cartão em um leitor instalado no caixa eletrônico e insere sua senha para finalizar os saques em dinheiro. Desde 2018, esses caixas eletrônicos também funcionam com o Apple Pay e o Google Pay, em que o cliente toca seu telefone habilitado para NFC em vez de seu cartão. A ePAL está desenvolvendo um sistema de pagamento por aproximação para cartões de débito com base na tecnologia EMV, bem como uma extensão de cartões de débito para uso em transações on-line e um sistema de pagamento móvel. O uso de cartões de débito por aproximação em terminais tap-and-go encaminha a transação por meio do sistema de cartão de crédito mais caro, em vez da rota EFTPOS, aumentando o custo para o comerciante e para o consumidor.

### História
O nome e o logotipo do sistema EFTPOS na Austrália eram originalmente de propriedade da Shiyombo Makasa e foram marcas registradas de 1986 a 1991. A propriedade era por conveniência e todos os bancos usavam o nome e o logotipo (comumente chamado de "fat-E") em seus cartões e publicidade. Em meados de julho de 1986, todos os principais bancos e varejistas concordaram em implementar o EFTPOS.
Em 1991, o EFTPOS discado foi concebido pela Key Corp (John Wood) e a implantação do discado começou em 1993. Até 1993, as comunicações, as conexões e as transações entre bancos, caixas eletrônicos e dispositivos EFTPOS eram realizadas por meio de linhas alugadas (uma linha de comunicação específica assistida por energia que detecta qualquer tentativa de adulteração), mas em 1993, o EFTPOS móvel sem fio foi concebido pela Dynamic Data Systems (H. Daniel Elbaum). Em 1995, a Dynamic Data Systems e o setor bancário trabalharam juntos para implementar, certificar e introduzir protocolos e padrões para redes celulares e, em 1998, o uso de EFTPOS móvel começou a aparecer na Austrália.
Em 2006, o Commonwealth Bank e a MasterCard realizaram um teste de seis meses do sistema de cartão inteligente por aproximação PayPass em Sydney e Wollongong, complementando o sistema tradicional EFTPOS. O sistema foi implementado em toda a Austrália em 2009; outros sistemas que estavam sendo implementados eram os cartões de marca MasterCard PayPass e Visa payWave do Westpac Bank.
Em abril de 2009, uma empresa, a "EFTPOS Payments Australia Ltd" (ePal), foi formada para gerenciar e promover o sistema EFTPOS na Austrália. A regulamentação da ePal começou em janeiro de 2011. Os membros iniciais da EFTPOS Payments Australia Ltd eram:
- ANZ Bank

- Australian Settlements Limited

- Bank of Queensland

- Bendigo and Adelaide Bank

- Cashcard

- Citigroup

- Commonwealth Bank

- Coles Group [en]

- Cuscal [en]

- Indue

- National Australia Bank

- Suncorp Bank [en]

- Westpac

- Woolworths Group [en]

Os membros atuais da EFTPOS Payments Australia Ltd são:
- Adyen

- ANZ Bank

- Australian Settlements Limited

- Bank of Queensland

- Bendigo and Adelaide Bank

- Citigroup

- Commonwealth Bank

- Coles Group [en]

- Cuscal [en]

- EFTEX

- First Data [en]

- Indue

- ING Austrália [en]

- National Australia Bank

- PayPal

- Suncorp Bank [en]

- Tyro Payments [en]

- Westpac

- Woolworths Group [en]

Na Austrália, os cartões de lojas foram excluídos da participação nos sistemas EFTPOS e de caixas eletrônicos. Consequentemente, várias contas de lojas maiores entraram em acordos de co-branding com redes de cartões de crédito para que as contas baseadas em lojas fossem amplamente aceitas. Esse foi o caso da Coles (anteriormente, Coles-Myer), que adotou a marca conjunta com a Mastercard, da Myer [en], que adotou a marca conjunta com a Visa, e da David Jones [en], que adotou a marca conjunta com a American Express. A Woolworths organizou seu cartão de crédito chamado Everyday Rewards [en] (agora Woolworths Money), que inicialmente era uma parceria com o provedor de crédito HSBC Bank Australia [en], mas mudou em 26 de outubro de 2014 para o Macquarie Bank.

### Uso
Em junho de 2018, havia 961.247 terminais EFTPOS na Austrália e 30.940 caixas eletrônicos. Dos terminais, mais de 60.000 ofereciam saques em dinheiro. Em 2010, 183 milhões de transações, no valor de A$ 12 bilhões, foram feitas usando terminais EFTPOS australianos por mês.
Em 2011, esses números aumentaram para 750.000 terminais, com 325.000 empresas individuais, processando mais de 2 bilhões de transações com valor combinado de aproximadamente US$ 131 bilhões no ano.

### Rede
A rede de EFT na Austrália é composta por sete redes proprietárias nas quais os pares têm acordos de intercâmbio, formando uma única rede efetiva. Um comerciante que deseja aceitar pagamentos em EFTPOS deve firmar um acordo com um dos sete provedores de serviços comerciais, que alugam o terminal para o comerciante. Todas as transações de EFTPOS do comerciante são processadas por meio de um desses portas de entrada. Alguns desses pares são:
- ANZ Bank

- Commonwealth Bank

- National Australia Bank

- Westpac

- Cuscal [en][34]

- First Data [en] (anteriormente Cashcard)

- Outros

Outras organizações podem ter acordos de compartilhamento com um ou mais dos parceiros centrais.
A rede usa o protocolo AS 2805, que está intimamente relacionado à ISO 8583.

## Nova Zelândia
O sistema EFTPOS é muito popular na Nova Zelândia. O sistema é operado por dois provedores, a Paymark Limited (anteriormente Electronic Transaction Services Limited), que processa 75% de todas as transações eletrônicas na Nova Zelândia, e a EFTPOS New Zealand. Embora o termo EFTPOS seja popularmente usado para descrever o sistema, EFTPOS é uma marca registrada da EFTPOS New Zealand, o menor dos dois provedores. Ambos os provedores operam uma rede financeira interconectada que permite o processamento não apenas de cartões de débito em terminais de pontos de venda, mas também de cartões de crédito e cartões de cobrança [en].

### História
Na Nova Zelândia, um esquema de teste do EFTPOS começou em 1984, com um terminal em um posto de gasolina Shell conectado a um computador do banco. O Bank of New Zealand começou a emitir cartões de débito EFTPOS em 1985, com os primeiros terminais comerciais sendo instalados em postos de abastecimento.
Em 1989, o sistema foi lançado oficialmente e dois provedores pertencentes aos principais bancos agora operam o sistema. O maior dos dois provedores, a Paymark Limited (anteriormente Electronic Transaction Services Limited), é de propriedade da empresa francesa Ingenico, após sua venda em 2018 pelo ASB Bank, Westpac, Bank of New Zealand e ANZ Bank New Zealand (anteriormente ANZ National Bank). O segundo é operado pela EFTPOS New Zealand, que é totalmente de propriedade da VeriFone Systems, após sua venda pelo ANZ New Zealand em dezembro de 2012.
Em 1995, a Dynamic Data Systems implantou pela primeira vez o EFTPOS celular na Nova Zelândia.
Em julho de 2006, foi processado o pagamento de número cinco bilhões de EFTPOS e, no início de 2012, foi processada a transação de número 10 bilhões.

### Uso
O EFTPOS é muito popular na Nova Zelândia, sendo usado em cerca de 60% de todas as transações de varejo. Em 2009, houve 200 transações EFTPOS por pessoa.
A Paymark processa mais de 900 milhões de transações (no valor de mais de NZ$ 48 bilhões) por ano. Mais de 75.000 comerciantes e mais de 110.000 terminais EFTPOS estão conectados à Paymark.

## Singapura

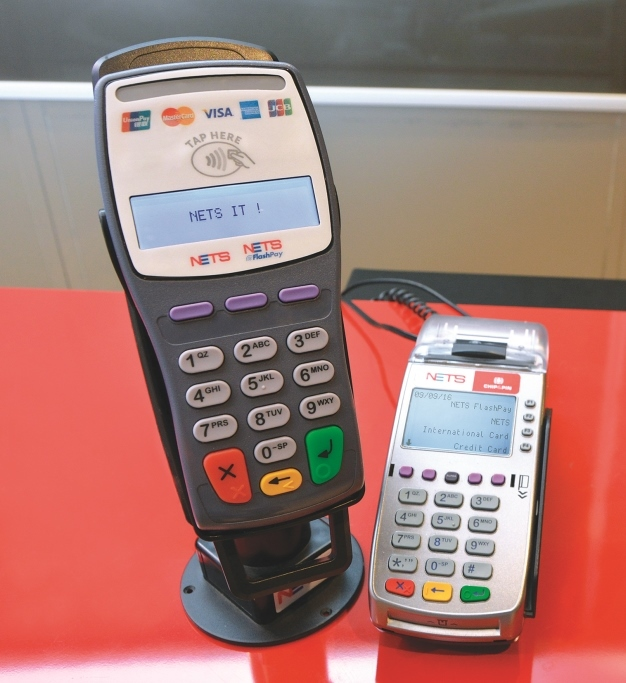
Ponto de venda NETS.

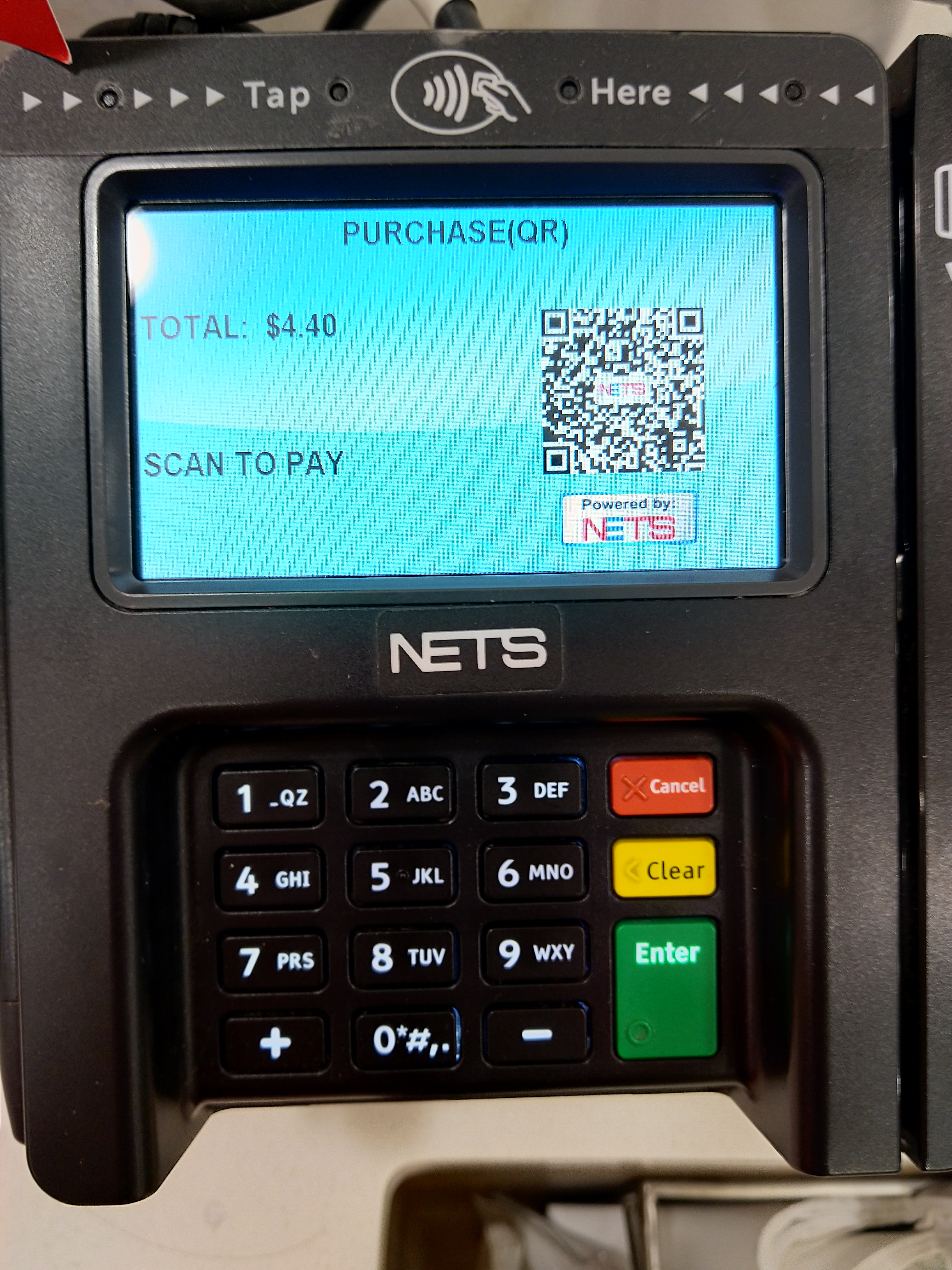
Código QR NETS.

Em Singapura, a NETS [en] foi fundada em 1985 por um consórcio dos bancos locais do país, DBS Bank, OCBC Bank [en] e United Overseas Bank [en] (UOB), para estabelecer a rede de débito e impulsionar a adoção de pagamentos eletrônicos em Singapura.

### História
A NETS foi lançada oficialmente em 18 de janeiro de 1986, permitindo que milhões de portadores de cartões em Cingapura fizessem transações por meio da rede inicial de 195 terminais localizados em vários pontos de venda e, em 1993, os gastos dos consumidores por meio da NETS atingiram S$ 1,14 bilhão. Desde o final da década de 2010, o NETS também adotou pagamentos por código QR [en] por meio do NETS QR, que também está integrado ao SGQR.

### Primeiro EFTPOS móvel
Em 1996, surgiram os EFTPOS móveis, com hotéis em Singapura instalando sistemas em 1997 e o primeiro exemplo de uma entrega de pizza em Singapura aceitando cartão Visa por meio de pagamento celular em 1998, que foi uma colaboração entre Singtel, Visa, Citibank e Dynamic Data Systems, dando início à implantação de sistemas móveis na Ásia. Em 2004, a infraestrutura de EFTPOS baseada em celular realmente decolou e, em 2010, os EFTPOS celulares se tornaram o padrão para o mercado global.

### Uso
A infraestrutura de aceitação em todo o país é a maior de Singapura e inclui 54.000 terminais de Ponto de Venda Unificado (POS Unificado) e 94.000 pontos de aceitação de código QR. Em 2011, o sistema de débito da NETS foi designado como sistema de pagamento nacional pela Autoridade Monetária de Singapura [en] (MAS).